# Associazione Calcio Femminile Arezzo 2024-2025
Questa voce raccoglie le informazioni riguardanti l'Associazione Calcio Femminile Arezzo nelle competizioni ufficiali della stagione 2024-2025.

## Stagione
La stagione 2024-2025 si apre con l'annuncio da parte della società che, oltre aver rinnovato la fiducia a Ilaria Leoni, che aveva guidato l'Arezzo nell'ultima parte della stagione precedente, la squadra avrebbe utilizzato per le sue attività l'impianto sportivo Bruno Nespoli, tuttavia durante la stagione gli incontri casalinghi vennero disputati, come la precedente stagione, allo	stadio Città di Arezzo. Il club si muove sul mercato estivo intervenendo su tutti i reparti, anche con giocatrici in arrivo da grandi club, tre di provenienza Fiorentina, per compensare le partenze tra le quali l'esperta Isotta Nocchi tornata al Sassuolo.
In campionato l'Arezzo, dopo un incoraggiante avvio che lo vede inanellare 3 vittorie e un pareggio sulle 5 prima gare in programma, si attesta costantemente in posizioni di media classifica con una lieve flessione nelle prestazioni nelle ultime giornate, concludendo sempre distante dalla zona retrocessione  al 10º posto.
Il percorso in Coppa Italia, dopo la vittoria casalinga per 2-0 sul ChievoVerona FM concorrente della serie cadetta, si interrompe agli ottavi di finale, al primo scontro in programma con squadre di Serie A, nonostante la buona prestazione superata di misura dalla Fiorentina nell'incontro, sempre al Città di Arezzo, del 6 novembre 2024.

## Divise e sponsor
Il completo da gioco principale dell'Arezzo riprende l'abbinamento dell'AS Arezzo maschile, sebbene non sia la sua sezione femminile, con l'Amaranto con motivi bianchi per la versione casalinga e grafica speculare per quella da trasferta. Il main sponsor è Chimera Gold abbinato al top sponsor Sweet Poison, mentre lo sponsor tecnico, fornitore delle tenute, è Zeus Sport.
| Casa | Trasferta |

## Organigramma societario

### Staff tecnico
Area tecnica
- Allenatrice: Ilaria Leoni
- Allenatore in seconda: Marco Merola
- Preparatore dei portieri: Massimo Marcacci
- Vice preparatore dei portieri: Carlo Alberto Leccardi
- Preparatrice atletica: Martina Nesci
- Team Manager: Roberto Cucciniello

Area sanitaria
- Responsabile Sanitario: Genc Kapxhiu

## Rosa
Rosa, ruoli e numeri di maglia tratti dal sito ufficiale, aggiornati al 10 ottobre 2024.
| N. |                   | Ruolo | Calciatrice         |
| -- | ----------------- | ----- | ------------------- |
| 1  | Italia (bandiera) | P     | Viola Bartalini     |
| 4  | Italia (bandiera) | D     | Maria Giulia Tuteri |
| 6  | Italia (bandiera) | C     | Marica Licco        |
| 7  | Italia (bandiera) | A     | Alessia Carcassi    |
| 8  | Italia (bandiera) | C     | Azzurra Corazzi     |
| 10 | Italia (bandiera) | C     | Susanna Lunghi      |
| 11 | Italia (bandiera) | C     | Irene Barsali       |
| 12 | Italia (bandiera) | P     | Perla Pieri         |
| 14 | Italia (bandiera) | D     | Beatrice Bruni      |
| 15 | Italia (bandiera) | D     | Simona Zito         |
| 19 | Italia (bandiera) | C     | Margherita Santini  |
| 22 | Italia (bandiera) | P     | Carlotta Nardi      |
| 23 | Italia (bandiera) | A     | Paola Taddei        |
| 31 | Italia (bandiera) | D     | Elena Prinzivalli   |
| 33 | Italia (bandiera) | D     | Sofia Lorieri       |

| N. |                    | Ruolo | Calciatrice              |
| -- | ------------------ | ----- | ------------------------ |
| 42 | Irlanda (bandiera) | D     | Melissa Toomey           |
| 45 | Italia (bandiera)  | D     | Sara Nasoni              |
| 66 | Italia (bandiera)  | A     | Martina Santini          |
| 71 | Italia (bandiera)  | A     | Teresa Fracas            |
| 72 | Italia (bandiera)  | D     | Francesca Blasoni        |
| 77 | Italia (bandiera)  | C     | Giulia Martino           |
| 83 | Italia (bandiera)  | D     | Giorgia Fortunati        |
| 92 | Italia (bandiera)  | P     | Giorgia Cardarelli       |
| 97 | Italia (bandiera)  | A     | Costanza Razzolini       |
|    | Italia (bandiera)  | A     | Anna Chiara Galassi      |
|    | Italia (bandiera)  | A     | Giulia Tomassini         |
|    | Italia (bandiera)  | A     | Penniellaine Torres      |
|    | Italia (bandiera)  | P     | Marica Deiana            |
|    | Italia (bandiera)  | A     | Sofia Benedetta Orsenigo |

## Calciomercato

### Sessione estiva
| Acquisti | Acquisti            | Acquisti         | Acquisti                  |
| R.       | Nome                | da               | Modalità                  |
| -------- | ------------------- | ---------------- | ------------------------- |
| P        | Viola Bartalini     | Fiorentina       | prestito                  |
| P        | Giorgia Cardarelli  |                  | aggregata dalle giovanili |
| D        | Beatrice Bruni      | Freedom          | [ 11 ]                    |
| D        | Simona Zito         | Freedom          | [ 12 ]                    |
| C        | Irene Barsali       | Fiorentina Prim. | [ 13 ]                    |
| C        | Azzurra Corazzi     | Parma            | svincolata                |
| C        | Margherita Santini  | Fiorentina Prim. | [ 15 ]                    |
| A        | Teresa Fracas       | Brescia          | [ 16 ]                    |
| A        | Elena Prinzivalli   | San Marino       | [ 16 ]                    |
| A        | Giulia Tomassini    |                  | aggregata dalle giovanili |
| A        | Penniellaine Torres |                  | aggregata dalle giovanili |

| Cessioni | Cessioni               | Cessioni   | Cessioni   |
| R.       | Nome                   | a          | Modalità   |
| -------- | ---------------------- | ---------- | ---------- |
| P        | Clara Holzer           |            | svincolata |
| D        | Ginevra Costantino     |            | svincolata |
| C        | Bergròs Ásgeirsdóttir  | Aarau      | svincolata |
| C        | Francesca Imprezzabile | Freedom    | svincolata |
| C        | Alessia Scognamiglio   |            | svincolata |
| C        | Carolina Paganini      |            | definitivo |
| A        | Julia Diaz Ferrer      | Freedom    | svincolata |
| A        | Giada Gnisci           |            | svincolata |
| A        | Maria Sole Lulli       |            | svincolata |
| A        | Giorgia Miotto         | San Marino | svincolata |
| A        | Isotta Nocchi          | Sassuolo   | svincolata |
| A        | Alice Tidona           |            | svincolata |

### Sessione invernale
| Acquisti | Acquisti                 | Acquisti      | Acquisti |
| R.       | Nome                     | da            | Modalità |
| -------- | ------------------------ | ------------- | -------- |
| P        | Marica Deiana            | Academy Pavia | [ 18 ]   |
| A        | Sofia Benedetta Orsenigo | Cantù         | [ 19 ]   |

| Cessioni | Cessioni       | Cessioni  | Cessioni |
| R.       | Nome           | a         | Modalità |
| -------- | -------------- | --------- | -------- |
| P        | Carlotta Nardi | Frosinone | [ 20 ]   |

## Risultati

### Serie B

#### Girone di andata
| Arbitro: | Oristanio (Perugia) |

|                                    |           |             |
| Fracas 45+1’ Bruni 47’ Barsali 88’ | Marcatori | 84’ Peretti |

| Arbitro: | Ferruzzi (Albano Laziale) |

|  |           |                    |
|  | Marcatori | 80’ (rig.) Corazzi |

| Arbitro: | Amadei (Terni) |

|                    |           |                  |
| Corazzi 69’ (rig.) | Marcatori | 63’ (rig.) Basso |

| Arbitro: | Faye (Brescia) |

|                                                           |           |             |
| Gelmetti 7’, 61’, 86’ Sechi 40’ Battelani 42’ Kuštrin 76’ | Marcatori | Martino 15’ |

| Arbitro: | Casali (Cesena) |

|                                  |           |  |
| Fracas 47’ Zito 66’ Lunghi 90+1’ | Marcatori |  |

| Arbitro: | Mirri (Savona) |

|                            |           |          |
| Alborghetti 48’ Demaio 52’ | Marcatori | 37’ Zito |

| Arbitro: | Gargano (Bologna) |

|  |           |                         |
|  | Marcatori | 1’ Berti 36’, 65’ Sobal |

| Arbitro: | Eremitaggio (Ancona) |

|                                                          |           |                        |
| Casadei 2’ Lamti 15’ Petrova 45’ Calegari 74’ Tironi 86’ | Marcatori | 45+4’ (rig.) Razzolini |

| Arbitro: | Montefiori (Ravenna) |

|                           |           |  |
| Razzolini 27’ Corazzi 90’ | Marcatori |  |

| Arbitro: | Benestante (Aprilia) |

|  |           |            |
|  | Marcatori | 63’ Fracas |

| Arbitro: | Aronne (Roma 1) |

|             |           |                          |
| Blasoni 33’ | Marcatori | 6’, 11’ Merli 85’ Picchi |

| Arbitro: | Pelaia (Pavia) |

|              |           |  |
| Ferrario 58’ | Marcatori |  |

| Arbitro: | Abu Ruqa (Roma 2) |

|            |           |  |
| Fracas 77’ | Marcatori |  |

| Arbitro: | Gagliardi (San Benedetto del Tronto) |

|                    |           |                                             |
| Tamburini 27’, 39’ | Marcatori | 30’ Carcassi 34’, 52’ Lorieri 54’ Razzolini |

| Arbitro: | Cipolloni (Foligno) |

|                      |           |                       |
| Razzolini 42’ (rig.) | Marcatori | 32’ Bargi 87’ Ferrara |

#### Girone di ritorno
| Arbitro: | Piccolo (Pordenone) |

|              |           |  |
| Bernardi 32’ | Marcatori |  |

| Arbitro: | Panici (Aprilia) |

|                                  |           |  |
| Razzolini 13’, 59’ Lorieri 90+3’ | Marcatori |  |

| Arbitro: | Scicolone (San Donà di Piave) |

|                                                      |           |  |
| Licari 7’ Pinna 21’, 43’ Sule 52’ (rig.) Begolli 88’ | Marcatori |  |

| Arezzo 12 marzo 2025, ore 14:30 CET 19ª giornata           | Arezzo    | 3 – 1 referto referto 2 | Bologna | Stadio Città di Arezzo |
| \| \| \| \| \| Carcassi 46’ Corazzi 75’ \| Marcatori \| \| |           |                         |         |                        |
|                                                            |           |                         |         |                        |
| Carcassi 46’ Corazzi 75’                                   | Marcatori |                         |         |                        |

| Arbitro: | Atanasov (Verona) |

|                          |           |                  |
| Paini 45+2’ Corbetta 81’ | Marcatori | 88’ (aut.) Donda |

| Arbitro: | Stanzani (Bologna) |

|                             |           |  |
| Prinzivalli 48’ Corazzi 73’ | Marcatori |  |

| Arbitro: | Macrina (Reggio Calabria) |

|                |           |                                    |
| Cacciamali 51’ | Marcatori | 1’ Carcassi 57’ Corazzi 81’ Taddei |

| Arbitro: | Coppola (Castellammare di Stabia) |

|  |           |                   |
|  | Marcatori | 31’ (rig.) Tironi |

| Arbitro: | Sabatino (Nola) |

|          |           |  |
| Nash 88’ | Marcatori |  |

| Arbitro: | Guitaldi (Rimini) |

|  |           |               |
|  | Marcatori | 27’ Regazzoli |

| Arbitro: | Dumitrascu (Finale Emilia) |

|                             |           |                 |
| Picchi 60’ Landa 90’ (rig.) | Marcatori | 56’, 58’ Fracas |

| Arbitro: | Morello (Tivoli) |

|  |           |                         |
|  | Marcatori | 16’ Lonati 51’ Ferrario |

| Arbitro: | Dell'Oro (Sondrio) |

|              |           |                         |
| Pasquali 45’ | Marcatori | 33’ Corazzi 44’ Lorieri |

| Arbitro: | Losapio (Molfetta) |

|             |           |            |
| Lorieri 32’ | Marcatori | 46’ Miotto |

| Arbitro: | Travaini (Busto Arsizio) |

|                                     |           |                                 |
| Acuti 20’ Campora 40’ Cuschieri 52’ | Marcatori | 76’ Balducci 84’, 90’ Razzolini |

### Coppa Italia
| Arbitro: | Cipolloni (Foligno) |

|                 |           |  |
| Fracas 30’, 56’ | Marcatori |  |

| Arbitro: | Giordani (Aprilia) |

|  |           |          |
|  | Marcatori | 2’ Eržen |

## Statistiche

### Statistiche di squadra
| Competizione | Punti | In casa | In casa | In casa | In casa | In casa | In casa | In trasferta | In trasferta | In trasferta | In trasferta | In trasferta | In trasferta | Totale | Totale | Totale | Totale | Totale | Totale | DR |
| Competizione | Punti | G       | V       | N       | P       | Gf      | Gs      | G            | V            | N            | P            | Gf           | Gs           | G      | V      | N      | P      | Gf     | Gs     | DR |
| ------------ | ----- | ------- | ------- | ------- | ------- | ------- | ------- | ------------ | ------------ | ------------ | ------------ | ------------ | ------------ | ------ | ------ | ------ | ------ | ------ | ------ | -- |
| Serie B      | 40    | 15      | 7       | 2       | 6       | 20      | 15      | 15           | 5            | 2            | 8            | 20           | 32           | 30     | 12     | 4      | 14     | 40     | 47     | -7 |
| Coppa Italia | -     | 2       | 1       | 0       | 1       | 2       | 1       | -            | -            | -            | -            | -            | -            | 2      | 1      | 0      | 1      | 2      | 1      | +1 |
| Totale       | -     | 17      | 8       | 2       | 7       | 22      | 16      | 15           | 5            | 2            | 8            | 20           | 32           | 32     | 13     | 4      | 15     | 42     | 48     | -6 |

### Andamento in campionato
| Giornata  | 1 | 2 | 3 | 4 | 5 | 6 | 7 | 8 | 9 | 10 | 11 | 12 | 13 | 14 | 15 | 16 | 17 | 18 | 19 | 20 | 21 | 22 | 23 | 24 | 25 | 26 | 27 | 28 | 29 | 30 |
| --------- | - | - | - | - | - | - | - | - | - | -- | -- | -- | -- | -- | -- | -- | -- | -- | -- | -- | -- | -- | -- | -- | -- | -- | -- | -- | -- | -- |
| Luogo     | C | T | C | T | C | T | C | T | C | T  | C  | T  | C  | T  | C  | T  | C  | T  | C  | T  | C  | T  | C  | T  | C  | T  | C  | T  | C  | T  |
| Risultato | V | V | N | P | V | P | P | P | V | V  | P  | P  | V  | V  | P  | P  | V  | P  | V  | P  | V  | V  | P  | P  | P  | N  | P  | V  | N  | N  |
| Posizione | 1 | 1 | 4 | 6 | 6 | 6 | 6 | 7 | 6 | 6  | 8  | 10 | 8  | 7  | 8  | 9  | 8  | 8  | 7  | 9  | 8  | 6  | 7  | 8  | 9  | 9  | 9  | 9  | 9  | 10 |

Legenda:

Luogo: C = Casa; T = Trasferta. Risultato: V = Vittoria; N = Pareggio; P = Sconfitta.

### Statistiche delle giocatrici
| Giocatore      | Serie B  | Serie B | Serie B     | Serie B    | Coppa Italia | Coppa Italia | Coppa Italia | Coppa Italia | Totale   | Totale | Totale      | Totale     |
| Giocatore      | Presenze | Reti    | Ammonizioni | Espulsioni | Presenze     | Reti         | Ammonizioni  | Espulsioni   | Presenze | Reti   | Ammonizioni | Espulsioni |
| -------------- | -------- | ------- | ----------- | ---------- | ------------ | ------------ | ------------ | ------------ | -------- | ------ | ----------- | ---------- |
| P.D. Baccaro   | 1        | 0       | 0           | 0          | -            | -            | -            | -            | 1        | 0      | 0           | 0          |
| G. Balducci    | 5        | 1       | 0           | 0          | 0            | 0            | 0            | 0            | 5        | 1      | 0           | 0          |
| I. Barsali     | 25       | 1       | 0           | 0          | 0            | 0            | 0            | 0            | 25       | 1      | 0           | 0          |
| V. Bartalini   | 24       | -25     | 0           | 0          | 2            | -1           | 0            | 0            | 26       | -26    | 0           | 0          |
| F. Blasoni     | 18       | 1       | 2           | 0          | 2            | 0            | 0            | 0            | 20       | 1      | 2           | 0          |
| B. Bruni       | 21       | 1       | 3           | 0          | 1            | 0            | 0            | 0            | 22       | 1      | 3           | 0          |
| A. Carcassi    | 27       | 3       | 0           | 0          | 1            | 0            | 0            | 0            | 28       | 3      | 0           | 0          |
| G. Cardarelli  | 0        | 0       | 0           | 0          | -            | -            | -            | -            | 0        | 0      | 0           | 0          |
| A. Corazzi     | 27       | 7       | 6           | 0          | 2            | 0            | 0            | 0            | 29       | 7      | 6           | 0          |
| M. Deiana      | 0        | 0       | 0           | 0          | -            | -            | -            | -            | 0        | 0      | 0           | 0          |
| G. Fortunati   | 24       | 0       | 1           | 0          | 1            | 0            | 0            | 0            | 25       | 0      | 1           | 0          |
| T. Fracas      | 22       | 5       | 1           | 0          | 2            | 2            | 0            | 0            | 24       | 7      | 1           | 0          |
| A.C. Galassi   | 0        | 0       | 0           | 0          | 0            | 0            | 0            | 0            | 0        | 0      | 0           | 0          |
| E. Hervieux    | 1        | 0       | 0           | 0          | 0            | 0            | 0            | 0            | 1        | 0      | 0           | 0          |
| M. Licco       | 30       | 0       | 3           | 0          | 2            | 0            | 0            | 0            | 32       | 0      | 3           | 0          |
| S. Lorieri     | 29       | 5       | 0           | 0          | 2            | 0            | 0            | 0            | 31       | 5      | 0           | 0          |
| S. Lunghi      | 15       | 1       | 0           | 0          | 1            | 0            | 0            | 0            | 16       | 1      | 0           | 0          |
| G. Martino     | 28       | 2       | 0           | 0          | 2            | 0            | 0            | 0            | 30       | 2      | 0           | 0          |
| G.G. Misceo    | 1        | 0       | 0           | 0          | -            | -            | -            | -            | 1        | 0      | 0           | 0          |
| C. Nardi       | 4        | -12     | 0           | 0          | 0            | 0            | 0            | 0            | 4        | -12    | 0           | 0          |
| E. Nasoni      | 1        | 0       | 0           | 0          | -            | -            | -            | -            | 1        | 0      | 0           | 0          |
| S. Nasoni      | 4        | 0       | 0           | 0          | -            | -            | -            | -            | 4        | 0      | 0           | 0          |
| S.B. Orsenigo  | 1        | 0       | 0           | 0          | -            | -            | -            | -            | 1        | 0      | 0           | 0          |
| R. Perfetti    | 1        | 0       | 0           | 0          | -            | -            | -            | -            | 1        | 0      | 0           | 0          |
| P. Pieri       | 1        | 0       | 0           | 0          | 0            | 0            | 0            | 0            | 1        | 0      | 0           | 0          |
| E. Prinzivalli | 21       | 1       | 0           | 0          | 1            | 0            | 0            | 0            | 22       | 1      | 0           | 0          |
| C. Razzolini   | 23       | 8       | 1           | 0          | 1            | 0            | 0            | 0            | 24       | 8      | 1           | 0          |
| Marg. Santini  | 8        | 0       | 0           | 0          | 0            | 0            | 0            | 0            | 8        | 0      | 0           | 0          |
| Mart. Santini  | 5        | 0       | 0           | 0          | 0            | 0            | 0            | 0            | 5        | 0      | 0           | 0          |
| P. Taddei      | 27       | 1       | 2           | 0          | 2            | 0            | 0            | 0            | 29       | 1      | 2           | 0          |
| G. Tomassini   | 1        | 0       | 0           | 0          | -            | -            | -            | -            | 1        | 0      | 0           | 0          |
| M. Toomey      | 13       | 0       | 1           | 0          | 0            | 0            | 0            | 0            | 13       | 0      | 1           | 0          |
| P. Torres      | 5        | 0       | 0           | 0          | 0            | 0            | 0            | 0            | 5        | 0      | 0           | 0          |
| M.G. Tuteri    | 22       | 0       | 5           | 0          | 2            | 0            | 0            | 0            | 24       | 0      | 5           | 0          |
| C. Verano      | 1        | -1      | 0           | 0          | -            | -            | -            | -            | 1        | -1     | 0           | 0          |
| S. Zito        | 26       | 2       | 5           | 0          | 2            | 0            | 0            | 0            | 28       | 2      | 5           | 0          |